# 南岸 (南达科他州)
南岸（英語：South Shore），是美国南达科他州下属的一座城市。根据2010年美国人口普查，该市有人口227人。论人口在本州排行第173。